# Convoi QP 5
Le convoi QP 5 est le nom de code d'un convoi allié durant la Seconde Guerre mondiale. Il fait partie d'une série de convois destinés à ramener les navires alliés des ports soviétiques du nord vers les ports britanniques. Les Alliés cherchaient à ravitailler l'URSS qui combattait leur ennemi commun, le Troisième Reich. Les convois de l'Arctique, organisés de 1941 à 1945, avaient pour destination le port d'Arkhangelsk, l'été, et Mourmansk, l'hiver, via l'Islande et l'océan Arctique, effectuant un voyage périlleux dans des eaux parmi les plus hostiles du monde.
Il part de Mourmansk en URSS le 13 janvier 1942 et se disperse le 19 janvier 1942.

## Composition du convoi
Ce convoi est constitué de 4 cargos , :
- Royaume-Uni : San Ambrosio et Eulima (Tous les deux présents dans les convois PQ 4 et QP 4)
- Union soviétique : Arcos (présent dans le convoi PQ 3) et Dekabrist

## L'escorte
Le convoi est escorté, au départ, par :
- les destroyers britanniques : HMS Icarus, HMS Tartar
- le croiseur lourd : HMS Cumberland

## Le voyage
Le croiseur escorte le convoi jusqu'au 16 janvier. Le voyage se déroule sans problème.